# ラリー・クロアチア
ラリー・クロアチア (Croatia Rally ) は、クロアチアで開催されるラリーイベント。ヨーロッパラリー選手権 (ERC)の他 、2021年からは世界ラリー選手権 (WRC) の一戦として開催されている。

## 概要
ユーゴスラビア時代の1974年に本イベントが開催。1986年の開催カレンダー候補にも選ばれたことがある。

## 歴代勝者
| 年     | ドライバー           | 車両                     |
| ------ | -------------------- | ------------------------ |
| 2021年 | セバスチャン・オジェ | トヨタ・ヤリスWRC        |
| 2022年 | カッレ・ロバンペラ   | トヨタ・GRヤリス ラリー1 |
| 2023年 | エルフィン・エバンス | トヨタ・GRヤリス ラリー1 |
| 2024年 | セバスチャン・オジェ | トヨタ・GRヤリス ラリー1 |